# Vychneve (oblast de Dnipropetrovsk)
Vychneve (en ukrainien : Вишневе) ou Vichniovoïe (en russe : Вишнёвое) est une commune urbaine de l'oblast de Dnipropetrovsk, en Ukraine. Sa population s'élevait à 2 389 habitants en 2013.

## Géographie
Vychneve se trouve à 14 km à l'est de Piatykhatky, à 78 km à l'ouest de Dnipro et à 331 km au sud-est de Kiev.

## Histoire
Une école d'enseignement agricole fut ouverte en 1899 dans le village d'Erastovka. Le village accéda au statut de commune urbaine en 1957 et fut rebaptisé Vychneve en 1961. 

## Population
Recensements (*) ou estimations de la population :
| 1959* | 1970* | 1979* | 1989* | 2001* |
| ----- | ----- | ----- | ----- | ----- |
| 2 524 | 2 748 | 2 497 | 2 617 | 2 562 |

| 2009  | 2010  | 2011  | 2012  | 2013  |
| ----- | ----- | ----- | ----- | ----- |
| 2 331 | 2 343 | 2 362 | 2 370 | 2 389 |